# Dichomeris paulidigitata
Dichomeris paulidigitata is een vlinder uit de familie van de tastermotten (Gelechiidae). De wetenschappelijke naam van de soort is voor het eerst geldig gepubliceerd in 2013 door Hou-hun Li, Hui Zhen & Wolfram Mey.

## Type
- holotype: "male, 30.IX.1991. leg. Hou-hun Li. genitalia slide ZH no. 09113"
- instituut: NKUM, Tianjin, China
- typelocatie: "Kenya, Nairobi Medical School, Nairobi"